# Вітфілд (округ Манаті, Флорида)
Вітфілд (англ. Whitfield) — переписна місцевість (CDP) в США, в окрузі Манаті штату Флорида. Населення — 2989 осіб (2020).

## Географія
Вітфілд розташований за координатами 27°24′44″ пн. ш. 82°33′58″ зх. д. / 27.41222° пн. ш. 82.56611° зх. д. (27.412296, -82.566250).  За даними Бюро перепису населення США в 2010 році переписна місцевість мала площу 3,64 км², з яких 3,58 км² — суходіл та 0,06 км² — водойми.

## Демографія
Згідно з переписом 2010 року, у селищі мешкали 2882 особи в 1246 домогосподарствах у складі 799 родин. Густота населення становила 791 особа/км².  Було 1379 помешкань (379/км²).
Расовий склад населення:
| - 91,4 % — білих - 3,4 % — чорних або афроамериканців - 1,3 % — азіатів - 0,4 % — корінних американців - 1,8 % — осіб інших рас |

До двох чи більше рас належало 1,6 %. Частка іспаномовних становила 9,3 % від усіх жителів.
За віковим діапазоном населення розподілялося таким чином: 16,6 % — особи молодші 18 років, 63,5 % — особи у віці 18—64 років, 19,9 % — особи у віці 65 років та старші. Медіана віку мешканця становила 48,5 року. На 100 осіб жіночої статі у селищі припадало 95,1 чоловіків;  на 100 жінок у віці від 18 років та старших — 94,9 чоловіків також старших 18 років.
Середній дохід на одне домашнє господарство  становив 87 920 доларів США (медіана — 66 795), а середній дохід на одну сім'ю — 101 265 доларів (медіана — 84 359). За межею бідності перебувало 4,7 % осіб, у тому числі 0,0 % дітей у віці до 18 років та 4,4 % осіб у віці 65 років та старших.
Цивільне працевлаштоване населення становило 1363 особи. Основні галузі зайнятості: освіта, охорона здоров'я та соціальна допомога — 32,6 %, науковці, спеціалісти, менеджери — 11,3 %, роздрібна торгівля — 10,1 %, мистецтво, розваги та відпочинок — 9,2 %.